# Приключения Боско
Приключения Боско (яп. ボスコ アドベンチャ Босуко Дайбокэн) — японский аниме-сериал производства Nippon Animation, основанный на книгах (главным образом на «Истории Боско») итальянского писателя Тони Вольфа. В 1980-е и 1990-е годы сериал был очень популярен в Европе (Болгария, Венгрия, Германия, Греция, Испания, Италия, Латвия, Польша, Россия, Франция, Эстония, Югославия), на американских континентах (Канада, Чили, Мексика), и других странах (Израиль, Египет, Джибути, Камерун, Южная Корея). Несмотря на большой успех в Японии, Франции и Италии, сериал не был переведён на английский язык и не получил массовой известности в Великобритании и США.
В Японии сериал транслировался с 6 октября 1986 года до 30 марта 1987. 25 июля 2003 года он вышел на DVD в Японии.

## Сюжет
Молодая принцесса эльфов Абрикотин должна до полного солнечного затмения вернуться в свою родную страну Фонтанию, захваченную силами чудовища-Скорпиона. Если она успеет сесть на трон до затмения, то сможет выпустить на волю мощную силу воды, которая уничтожит захватчиков. Чтобы предотвратить это, принцессу похищают наёмники Скорпиона — таинственный Фурбан и его помощники Джек и Франц. Их задача заключается в том, чтобы не допустить возвращения принцессы на родину до затмения.
В первой серии Абрикотин удаётся послать просьбу о помощи со своей механической птицей Спиком, которая случайно попадает к обитателям леса Боско — храброму искателю приключений Фиакру, искусному изобретателю Тутти и боязливому, но доброму Отто. Они спасают принцессу от злодеев, и она становится частью экипажа их летательного корабля «Боско». Новые друзья решают помочь принцессе вернуться домой, пока не поздно. На своём пути в Фонтанию они найдут миллион приключений, которые заставят их доказать своё желание и умение помочь тем, кто попал в беду, а отношения между ними разовьются в крепкую дружбу и любовь.

## Персонажи
- Принцесса Абрикотин (アプリコット姫, Апурикотто химэ)
- Фиакр (フローク, Фуро:ку)
- Тутти (タッティ, Татти)
- Отто (オッター, Отта)
- Спик (スピーク, Супи:ку)
- Эндер (エンダー, Энда:)
- Фурбан (フードマン, Фу:доман)
- Тамия (ダミア, Дамиа)
- Джек (ジャック, Дзякку)
- Франц (フランツ, Фуранцу)
- Скорпион (スコーピオン, Суко:пион)
- Кумори (Посланник) (コウモリ, Ко:мори)

## Список серий
1. Похищенная принцесса эльфов (大剣 さらわれた妖精の姫・ボスコ号発進！)
2. Не будите спящего великана! (眠れる巨人を起こすな！)
3. Долина дракона полна опасностей (ドラゴン谷は危険がいっぱい)
4. Давай, дракоша! (がんばれ！子供ドラゴン)
5. Найди сверкающие грибы! (光るキノコを手に入れろ！)
6. Гонка в проклятом гроте (代魔宮のデッドヒート)
7. Абрикотин на волоске от гибели (アプリコット姫　危機一髪)
8. Таинственные чары Фурбана (フードマンのおかしなマジック)
9. Тайна подземелья (オアシスの不気味な地下牢)
10. По морям, по волнам (ボスコ号海上漂流)
11. Нахальный единорожек (ずうずうしいユニコーン)
12. Погоня в снегах (凍った村を救え！・雪原の大追跡)
13. Судьба принцессы эльфов (ようせいアプリコットひめのさだめ)
14. Спасение Абри из замка ящеров (トカゲ城アプリ救出作戦)
15. Дамья, красотка-головорез (うつしきわんさつしゃダミアとうじょう)
16. Переполох в Лесу Забвения (ねむりのもりのだいこんせん)
17. Кто самозванец? (ニセはダレダ？)
18. Подводное сражение (こていのせんすいかんだいせんそう)
19. Тайна королевства без воды (なぞのみずなしおうこく)
20. Большая битва  за воду (みず・ミズ・大戦争)
21. Решимость Абрикотин (アプリコットの決意)
22. Иссохшая земля  и крушение Боско (枯れゆく王宮　ボスコ号大破!)
23. Ужас Чёрного Шторма  (黒いストームの恐怖)
24. Сражение с гигантским скорпионом (運命の日　悪魔スコーピオンとの対決)
25. Беги Фиакр! Затмение начинается (走れフローク　太陽の指環の日は来た!)
26. Превращение Абри.Оживёт ли источник? (アプリへんしん・よみがえるかいのちのいずみ)